# The Slim Shady LP
| Críticas profissionais                                                      | Críticas profissionais |
| Avaliações da crítica                                                       | Avaliações da crítica  |
| Fonte                                                                       | Avaliação              |
| --------------------------------------------------------------------------- | ---------------------- |
| All Music Guide                                                             | link                   |
| Robert Christgau                                                            | (A-) link              |
| Rolling Stone                                                               | 3.5 de 5 estrelas.     |
| The Source                                                                  | 4 de 5 estrelas.       |
| Sputnikmusic                                                                | link                   |
| Esta tabela precisa de ser acompanhada por texto em prosa. Consulte o guia. |                        |

The Slim Shady LP é o segundo álbum de estúdio do rapper americano Eminem e também o seu primeiro em uma grande gravadora. Foi lançado em 23 de Fevereiro de 1999 sob a Web Records e a Aftermath Entertainment de Dr. Dre. Gravado em 1998 em Ferndale, Michigan logo após o recrutamento de Eminem por Dr. Dre e Jimmy Iovine, o álbum apresenta produção de Dr. Dre, dos Bass Brother, e do próprio Eminem. A maioria do conteúdo lírico foi escrita pela perspectiva do alter ego do rapper, Slim Shady, que foi criado pelo rapper no The Slim Shady EP (1997).
O álbum recebeu sucesso crítico e comercial; críticos elogiaram Eminem por seu estilo lírico único, e o disco estreou em número dois na parada musical Billboard 200 atrás do FanMail da banda TLC com 283,000 cópias vendias em sua semana de lançamento. O primeiro single oficial, "My Name Is", atingiu o número 36 na Billboard Hot 100. The Slim Shady LP chegou a ser certificado como disco de platina quádrupla pela Recording Industry Association of America (RIAA). O disco ganhou um Grammy de Melhor Álbum de Rap, e em 2003, foi eleito o número 273 na lista dos 500 melhores álbuns de todos os tempos da revista Rolling Stone.
The Slim Shady LP o transformou de um rapper desconhecido a uma celebridade de alto nível. A Interscope Records o presentou com sua própria gravadora, a Shady Records, e ele embarcou em um extenso calendário de turnês para promover o álbum. No verão de 1999, o rapper se apresentou frequentemente na Vans Warped Tour e em clubes de hip-hop. Ele também virou uma figura altamente controversa devido ao seu conteúdo lírico, que alguns consideraram misógino e uma influência negativa na juventude americana. O rapper também foi processado várias vezes após o lançamento do álbum por razões incluindo calúnia e sampling não autorizado.

## Faixas
| #                     | Música                                | Participações | Produtores                      | Tempo |
| --------------------- | ------------------------------------- | ------------- | ------------------------------- | ----- |
| 1                     | "Public Service Announcement"         |               |                                 | 0:33  |
| 2                     | "My Name Is"                          |               | Dr. Dre                         | 4:28  |
| 3                     | "Guilty Conscience"                   | Dr. Dre       | Dr. Dre & Eminem                | 3:19  |
| 4                     | "Brain Damage"                        |               | Marky & Jeff Bass & Eminem (co) | 3:46  |
| 5                     | "Paul" [skit]                         |               |                                 | 0:15  |
| 6                     | "If I Had"                            | Kristie Abete | Marky & Jeff Bass & Eminem (co) | 4:05  |
| 7                     | "97' Bonnie & Clyde"                  |               | Marky & Jeff Bass & Eminem (co) | 5:16  |
| 8                     | "Bitch" [skit]                        |               |                                 | 0:19  |
| 9                     | "Role Model"                          |               | Dr. Dre & Mel-Man               | 3:25  |
| 10                    | "Lounge" [skit]                       |               |                                 | 0:46  |
| 11                    | "My Fault"                            |               | Marky & Jeff Bass               | 4:01  |
| 12                    | "Ken Kaniff" [skit]                   |               |                                 | 1:16  |
| 13                    | "Cum On Everybody"                    | Dina Rae      | Marky & Jeff Bass & Eminem (co) | 3:39  |
| 14                    | "Rock Bottom"                         |               | Marky & Jeff Bass               | 3:34  |
| 15                    | "Just Don't Give a Fuck"              |               | Marky & Jeff Bass & Eminem (co) | 4:02  |
| 16                    | "Soap" [skit]                         |               |                                 | 0:34  |
| 17                    | "As the World Turns"                  |               | Marky & Jeff Bass & Eminem (co) | 4:25  |
| 18                    | "I'm Shady"                           |               | Marky & Jeff Bass & Eminem (co) | 3:32  |
| 19                    | "Bad Meets Evil"                      | Royce Da 5'9" | Marky & Jeff Bass & Eminem (co) | 4:13  |
| 20                    | "Still Don't Give a Fuck"             |               | Marky & Jeff Bass & Eminem (co) | 4:12  |
| Bonus Special Edition |                                       |               |                                 |       |
| 21                    | "Hazardous Youth [Acappella Version]" |               |                                 | 0:44  |
| 22                    | "Get You Mad"                         |               |                                 | 4:21  |
| 23                    | "Greg [Acappella Version]"            |               |                                 | 0:54  |

## Paradas musicais e certificações
| Parada (1999)                   | Melhor posição |
| ------------------------------- | -------------- |
| Australian ARIA Albums Chart    | 49             |
| Austrian Albums Chart           | 12             |
| Belgian Albums Chart            | 46             |
| Canadian Albums Chart           | 9              |
| Dutch Albums Chart              | 20             |
| French Albums Chart             | 52             |
| New Zealand Albums Chart        | 23             |
| Norwegian Albums Chart          | 25             |
| Swedish Albums Chart            | 40             |
| Swiss Albums Chart              | 77             |
| US Billboard 200                | 2              |
| US Billboard R&B/Hip-Hop Albums | 1              |
| US Billboard Catalog Albums     | 3              |

| País           | Certificação |
| -------------- | ------------ |
| Austrália      | Platina      |
| Canadá         | 2× Platina   |
| Europa         | Platina      |
| Holanda        | Ouro         |
| Nova Zelândia  | Ouro         |
| Suíça          | Ouro         |
| Reino Unido    | 2× Platina   |
| Estados Unidos | 4× Platina   |